# 清水國明の気分はトムソーヤー
『清水國明の気分はトムソーヤー』（しみずくにあきのきぶんはトムソーヤー）は、かつて全国の一部のAM放送局で放送されていたラジオ番組である。

## 概要
内容は、アウトドアに関する話題を中心としている。
時期によって清水の身内がパートナーとして出演するが、本人のプライベートな事情から変更も多い。

## 司会
現在
- 清水國明（あのねのね）
- 永田ケイ

過去
- 清水明実

## ネット局と放送時間
2009年3月現在。
- 山梨放送（山梨県）：日曜 8:30 - 9:00（毎月第1日曜を除く）

| スタブアイコン | サブスタブ | この項目は、まだ閲覧者の調べものの参照としては役立たない、ラジオ番組に関連した書きかけの項目です。この項目を加筆・訂正などしてくださる協力者を求めています（P:ラジオ/PJ:放送番組）。 |